# Ghiacciaio Zheravna

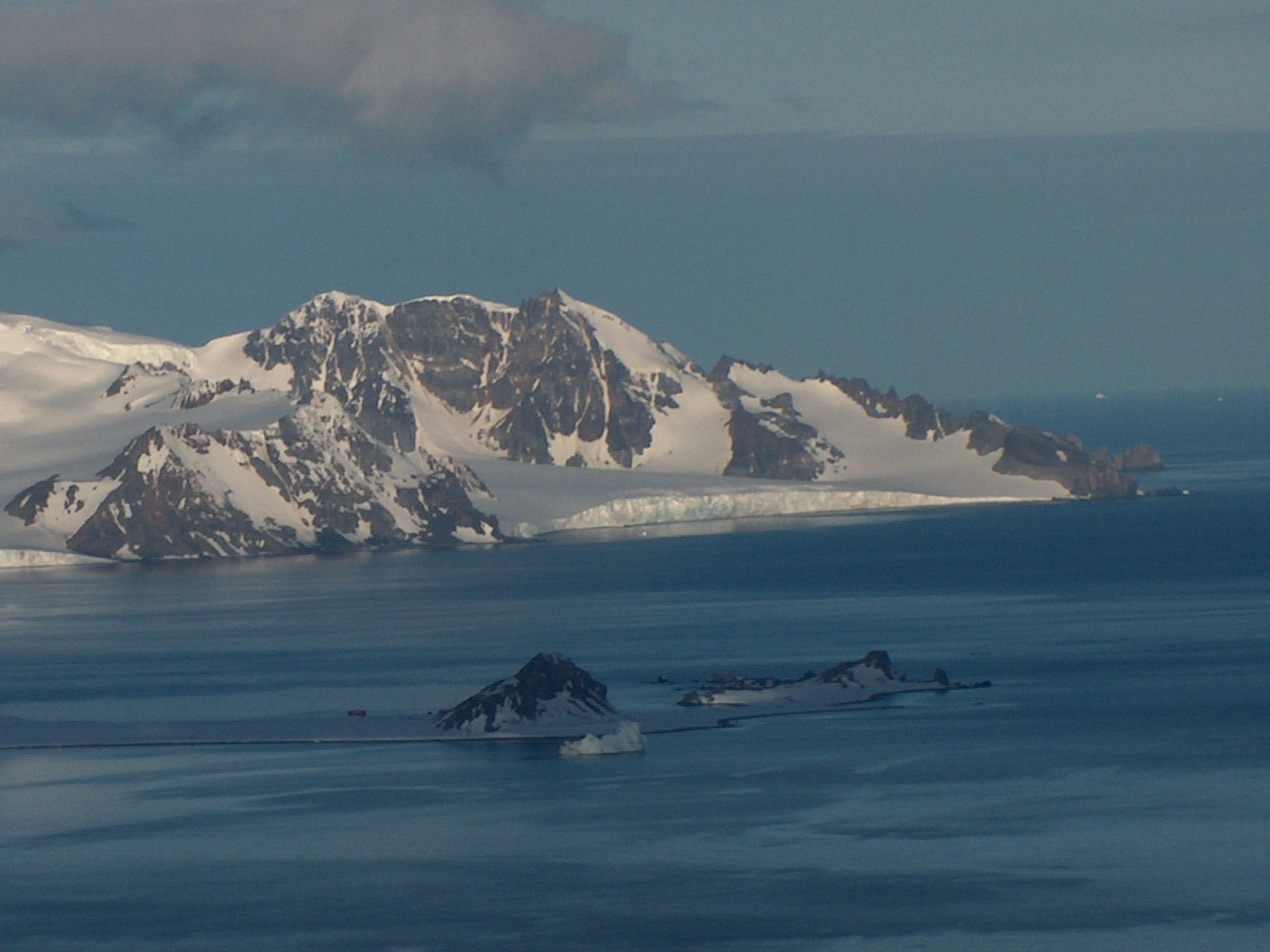
Il ghiacciaio Zheravna visto dalle vicinanze di Campo Accademia.

Il ghiacciaio Zheravna è un ghiacciaio lungo circa 2,0 km e largo circa 1,8, situato sull'isola Greenwich, nelle isole Shetland Meridionali, un arcipelago antartico situato poco a nord della Penisola Antartica. Il ghiacciaio si trova in particolare sulla costa sud-orientale dell'isola, dove fluisce verso sud  partire dal versante meridionale dei picchi Momchil e Iliden, subito a ovest del ghiacciaio Targovishte, da cui lo divide la cresta Viskyar, fino a entrare nello stretto di McFarlane tra la scogliera Ephraim, a ovest, e punta Sartorius, a est.

## Storia
In seguito alla spedizione Tangra 2004/05, il ghiacciaio Zheravna è stato così battezzato nel 2005 dalla commissione bulgara per i toponimi antartici in onore del villaggio di Zheravna, nella zona orientale dei Monti Balcani, in Bulgaria.